# Schluchtwald der Gulling
Schluchtwald der Gulling este o arie protejată (arie specială de conservare — SAC, sit de importanță comunitară — SCI) din Austria întinsă pe o suprafață de 149,75 ha, integral pe uscat.

## Localizare
Centrul sitului Schluchtwald der Gulling este situat la coordonatele 47°30′08″N 14°12′09″E / 47.5021°N 14.2024°E.

## Înființare
Situl Schluchtwald der Gulling a fost declarat sit de importanță comunitară în iulie 1998 pentru a proteja 2 specii de animale. Situl a fost protejat și ca arie specială de conservare în martie 2006.

## Biodiversitate
Situată în ecoregiunea alpină, aria protejată conține 4 habitate naturale: Păduri de fag Asperulo-Fagetum, Păduri pe pante, grohotișuri și ravene de Tilio-Acerion, Păduri aluvionare cu Alnus glutinosa și Fraxinus excelsior (Alno-Padion, Alnion incanae, Salicion albae), Păduri acidofile de Picea de la nivel montan la nivel alpin (Vaccinio-Piceetea).
La baza desemnării sitului se află mai multe specii protejate:
- păsări (1): mierla de apă (Cinclus cinclus)
- pești (1): zglăvoacă (Cottus gobio)

Pe lângă speciile protejate, pe teritoriul sitului au mai fost identificate 4 specii de plante, 1 specie de păsări, 1 specie de pești.